# رویداد فوری

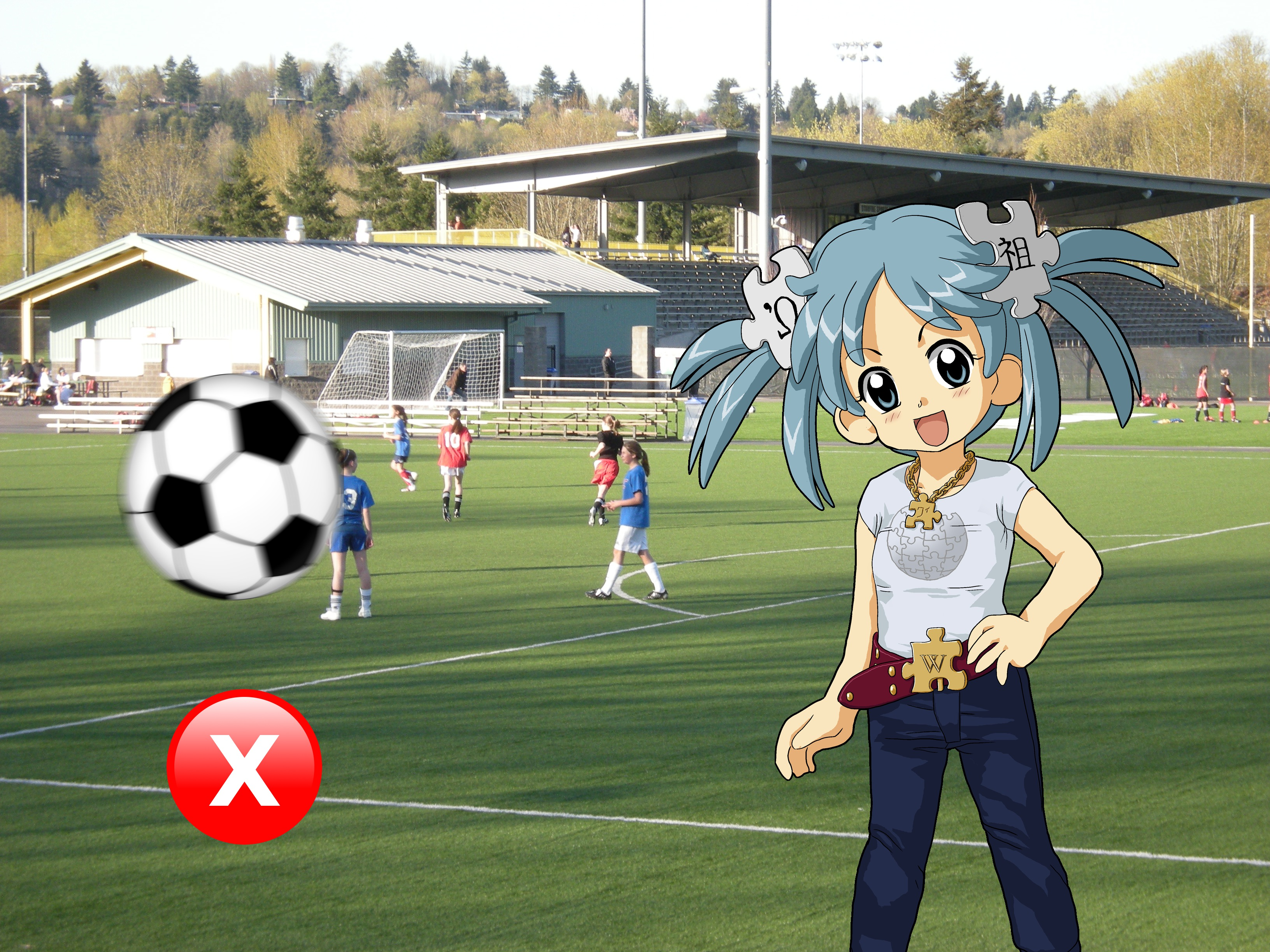
یک رویداد فوری

رویداد فوری (Quick Time Event) نوعی تعامل بازی‌باز با بازی رایانه‌ای است که در خلال صحنه‌های قطع بازی انجام می‌شود. هدف از گنجاندن رویدادهای فوری در بازی این است که بازی‌باز در جریان پخش صحنه‌هایی که بازی ناگهان قطع شده و فیلم‌های کارتونی مربوط به داستان به نمایش درمی‌آیند هم با بازی تعامل داشته باشد.
رویداد فوری معمولاً به صورت به نمایش درآمدن علائمی بر روی صفحه بازی آغاز می‌شود که از بازی‌کنندگان می‌خواهد دکمه‌هایی را فشار بدهند تا از طریق آن پخش داستان بتواند ادامه پیدا کند. درست و به موقع فشار ندادن علائم مربوط به رویداد فوری جریمه‌هایی نیز برای بازیکنان به دنبال دارد.